# Mouette
Pour les articles homonymes, voir Mouette (homonymie) et La Mouette.
Taxons concernés
- Chroicocephalus
- Creagrus
- Hydrocoloeus
- Ichthyaetus
- Leucophaeus
- Pagophila
- Rhodostethia
- Rissa
- Xemamodifier

Mouette [mwεt] est un nom vernaculaire ambigu en français. On nomme mouettes les oiseaux de plusieurs genres de la sous-famille des Larinae et de la tribu des Larini, qui comprend aussi les goélands : certains usages préfèrent le terme de « mouette » pour les petits représentants de la tribu des Larini et le terme de « goéland » aux espèces de plus grande taille, notamment celles du genre Larus.
Les mouettes sont des oiseaux marins et côtiers appartenant à la famille des Laridés. Bien que le mot « mouette » soit largement utilisé dans le langage courant, il désigne un groupe d'oiseaux apparentés, principalement issus du genre «Larus» et non une espèce d'oiseaux en particulier. Les mouettes sont facilement reconnaissables grâce à leur plumage blanc et gris, à leur cri perçant ainsi qu'à leurs comportements sociaux.
Initialement côtières, plusieurs espèces se sont adaptées aux milieux urbains et intérieurs, devenant ainsi des oiseaux familiers dans de nombreuses villes.

## Classification
Les mouettes font partie de la famille des Laridés, dans l’ordre des Charadriiformes. Le genre Larus comprend de nombreuses espèces, bien que d’autres genres comme Chroicocephalus ou Rissa soient également représentés.
Parmi les espèces les plus répandues figurent la mouette rieuse (Chroicocephalus ridibundus), particulièrement commune en ville, et la mouette tridactyle (Rissa tridactyla), plus spécifique des côtes nordiques. Le goéland argenté (Larus argentatus), souvent confondu avec une mouette, appartient pourtant à un groupe différent, généralement plus grand et plus massif.

## Description
La mouette présente un plumage majoritairement blanc, souvent accompagné de nuances de gris ou de noir selon les espèces. Elle possède un bec robuste, parfois coloré, des pattes palmées et de longues ailes effilées. La taille des mouettes varie selon l'espèce, allant d'environ 30 à 45 cm, avec une envergure pouvant dépasser un mètre pour les plus grandes.
Certaines espèces présentent des marques distinctives saisonnières. Par exemple, la mouette rieuse arbore une tête sombre en période nuptiale, alors qu’elle retrouve une tête blanche en hiver.

## Répartition et habitat
Les mouettes sont présentes dans tous les continents, à l’exception de l’Antarctique. 
À l’origine strictement maritimes, elles se sont installées près des lacs, des rivières, des zones humides, des décharges, et même en ville.
Elles sont aujourd’hui communes le long des littoraux, dans les ports de pêche, les plages touristiques, ainsi que sur les toits d’immeubles, dans les parcs urbains et dans les zones industrielles.

## Alimentation
Omnivores opportunistes, les mouettes s’adaptent à une grande variété de régimes alimentaires. En milieu naturel, elles se nourrissent de poissons, de crustacés, de mollusques, d’insectes et parfois d’œufs d’autres oiseaux.
Dans les villes, elles exploitent les ressources humaines : restes alimentaires, déchets ménagers, poissons dans les marchés, par exemple. Leur intelligence leur permet de repérer rapidement les lieux où la nourriture est abondante, comme les zones de pique-nique, les ports ou les décharges.

## Reproduction
La reproduction des mouettes a lieu au printemps. Elles nichent en colonies, souvent dans des falaises, des îlots rocheux, ou de plus en plus fréquemment sur des bâtiments urbains.
Le nid est construit à partir de matériaux végétaux et urbains (bâtons, plastiques, herbes sèches). La femelle pond généralement deux à trois œufs, couvés alternativement par les deux parents. Les jeunes mouëttons sont nourris au bec pendant plusieurs semaines, jusqu’à l’envol.

## Comportement
Les mouettes sont très sociales. Elles vivent en groupe et communiquent par une large variété de cris. Leur cri principal est strident et perçant, utilisé pour défendre le territoire, signaler un danger ou garder le contact avec d'autres membres du groupe.
Elles sont territoriales pendant la période de reproduction et peuvent devenir agressives en ville lorsqu’elles défendent un site de nourrissage ou un nid.

## Mouettes en milieu urbain
Depuis plusieurs décennies, certaines espèces comme la mouette rieuse ou les goélands (souvent appelés à tort mouettes) ont colonisé les villes. Elles nichent sur les toits plats, trouvent leur nourriture dans les ordures ménagères ou près des restaurants, et s’adaptent aux bruits et activités humaines.
Cette urbanisation entraîne des conflits. Certaines villes signalent des nuisances : cris matinaux, salissures par les fientes, attaques de nourriture ou nidifications sur des immeubles privés.

## Perception et cohabitation
La mouette évoque pour beaucoup un paysage maritime familier. Elle est parfois perçue comme un symbole de liberté ou d’air iodé. En ville, sa réputation est ambivalente. Son cri est jugé bruyant, ses déjections salissantes et ses comportements agressifs suscitent parfois l’irritation.
Elle conserve une place dans la culture populaire, les arts et la littérature, souvent associée aux ports et aux voyages.

## Mesures de régulation
Pour limiter les désagréments, certaines municipalités interdisent le nourrissage, installent des dispositifs anti-nidification (pics, filets), ou ont recours à des techniques d’effarouchement (rapaces, sons, drones). Des campagnes de stérilisation ou de remplacement des œufs par des œufs factices sont également mises en place, afin de contrôler la croissance des populations urbaines.

## Mouettes et pollution
Les mouettes, comme d'autres oiseaux marins, accumulent des polluants présents dans leur environnement, notamment des plastiques et des métaux lourds. Cela en fait des bioindicateurs utiles pour les chercheurs qui étudient l’impact de la pollution sur les écosystèmes côtiers et urbains.
Plusieurs études ont montré des concentrations préoccupantes de plomb, mercure et plastiques dans l’organisme des mouettes vivant près des centres urbains ou des décharges.

## Mouettes et germes
En 2010, une étude sur les fientes de mouettes a montré qu'elles pouvaient contribuer à propager, à la faveur de leurs migrations, des bactéries résistantes aux antibiotiques en buvant et se nourrissant de déchets et d'eaux sales.

## Confusion avec les goélands
Dans le langage courant, les termes mouette et goéland sont souvent confondus. Les mouettes sont en général plus petites, ont des pattes souvent rouges ou noires, et un comportement plus discret. Les goélands sont plus massifs, leur bec est souvent jaune avec une tache rouge, et leurs cris plus puissants.

### Noms divers
Dans la langue commune, le terme Mouette peut inclure les Goélands. Les Goélands sont alors une sous-classe des Mouettes. D'autres préfèrent séparer les deux appellations selon leurs tailles.
Voici une liste alphabétique non exhaustive des noms vernaculaires francophones et autres noms dont l’usage est attesté.
- Mouette australienne - voir Mouette argentée[3]
- Mouette ivoire - voir Mouette blanche[4]
- Mouette du Japon - voir Goéland à queue noire (Larus crassirostris)[3]
- Mouette rieuse d'Amérique - voir Mouette atricille[3],[5]
- Mouette rieuse d'Europe - voir Mouette rieuse[3]
- Mouette de Ross - voir Mouette rosée[4],[3]
- Mouette à pattes rouges - voir Mouette des brumes[3],[5]
- Mouette des prairies - voir Mouette de Franklin[4]
- Mouette à tête brune - voir Mouette du Tibet[3]
- Mouette à tête noire - voir Mouette atricille[3],[5]
- etc.

## Galerie

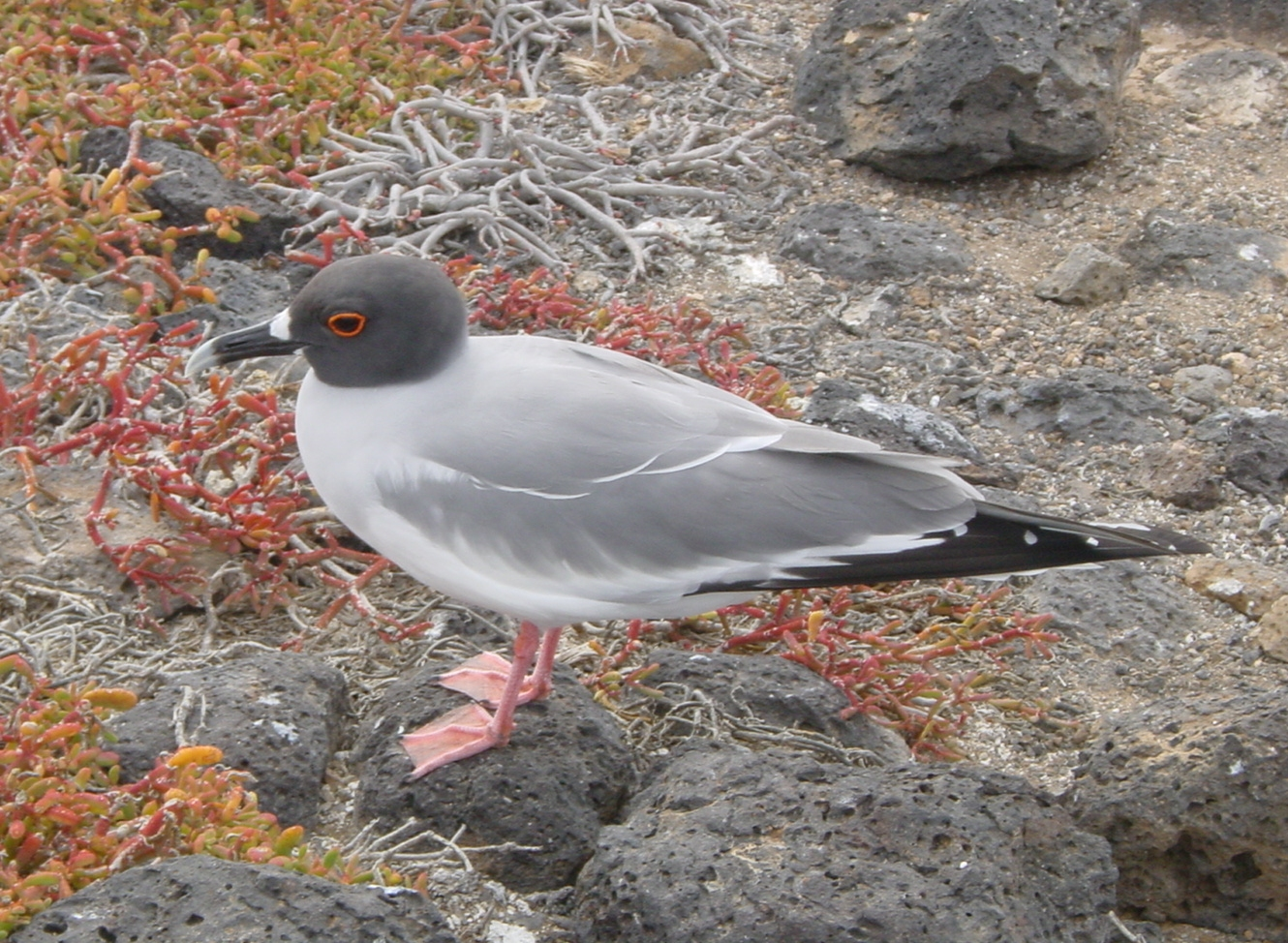
genre Creagrus mouette à queue fourchue
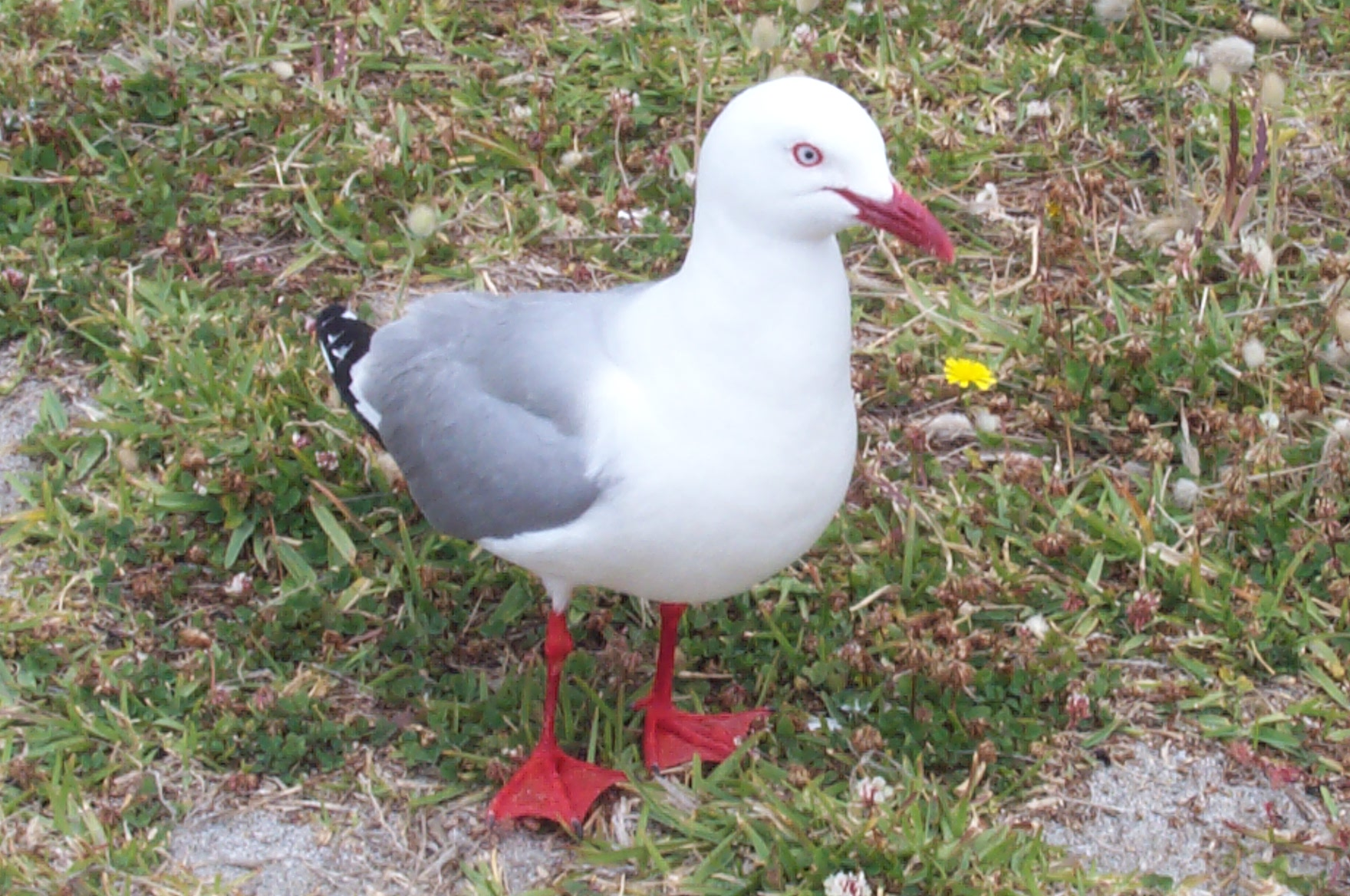
genre Chroicocephalus mouette scopuline
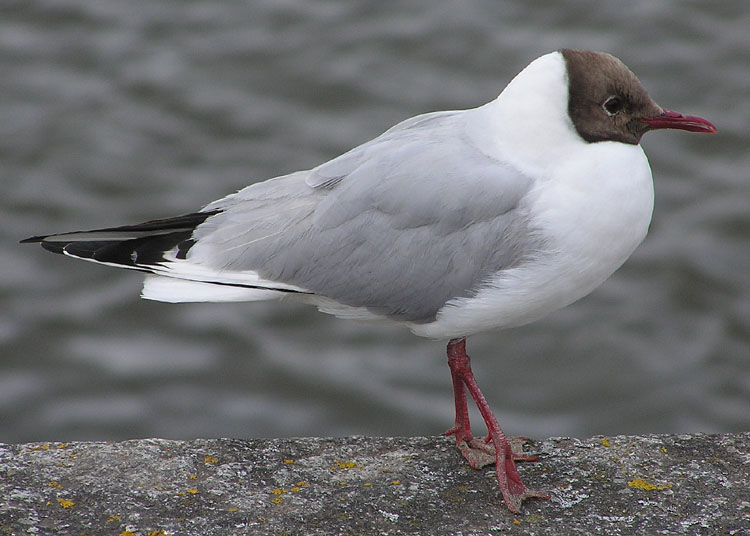
genre Chroicocephalus mouette rieuse
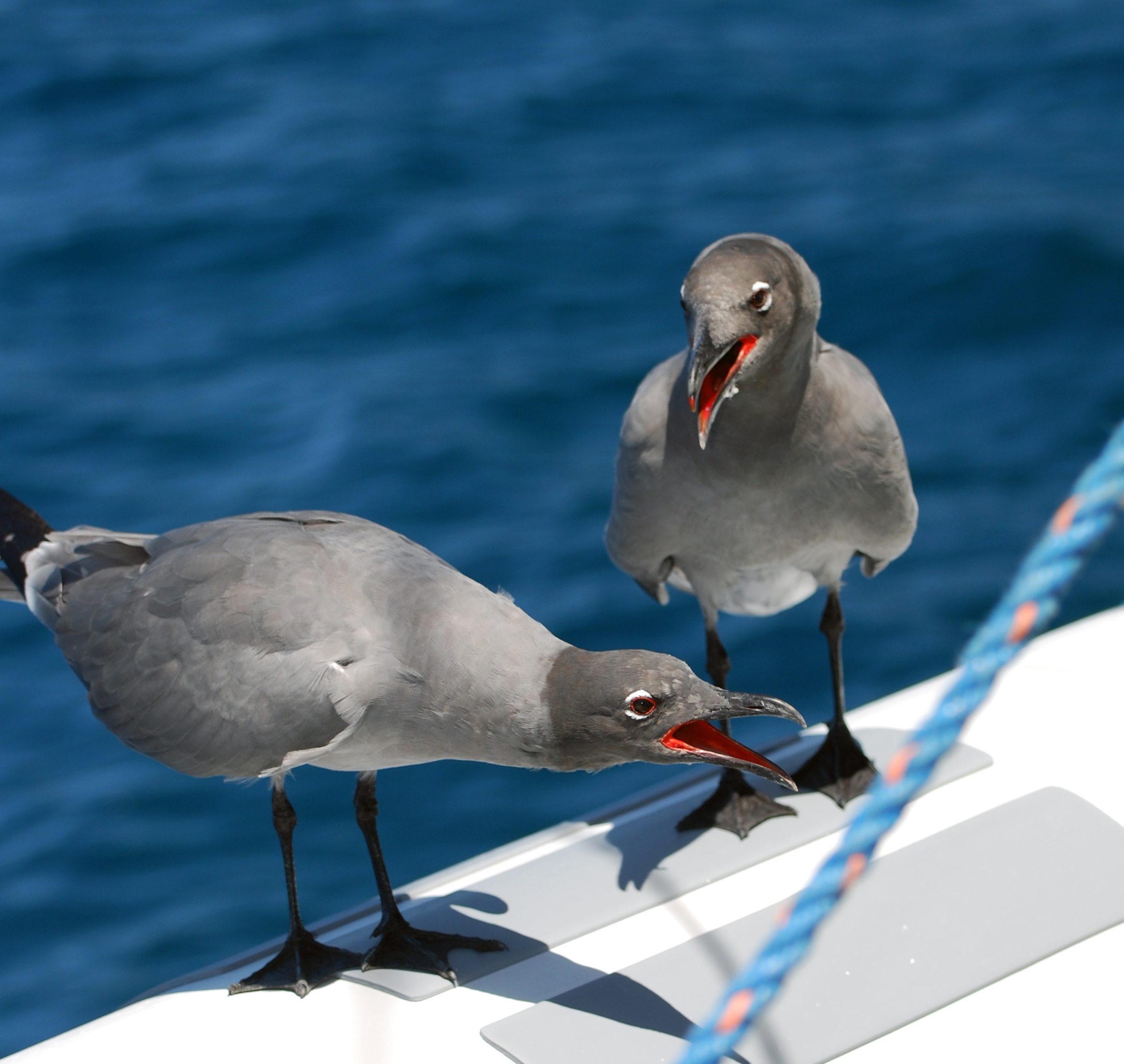
genre Leucophaeus mouette obscure
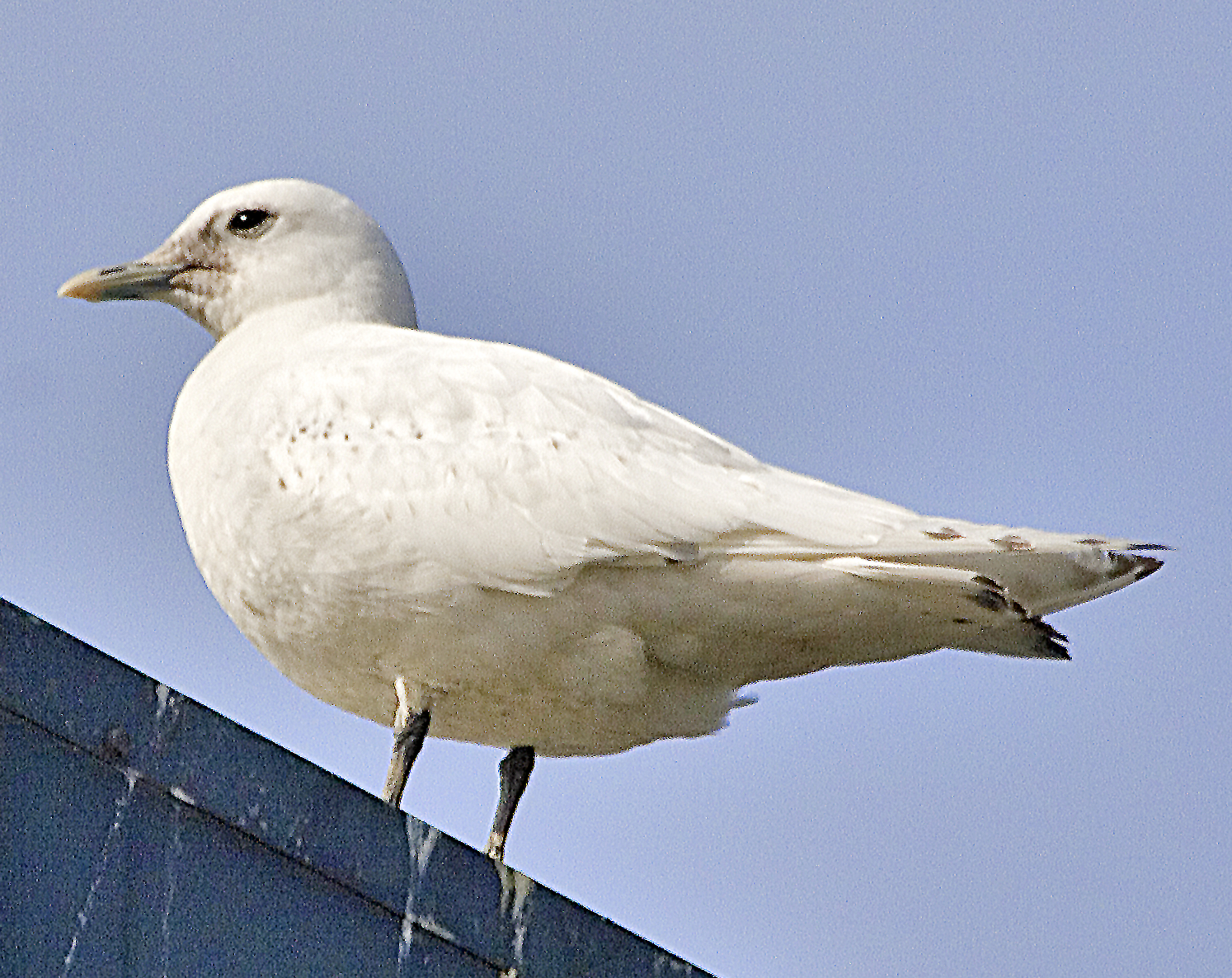
genre Pagophila mouette blanche
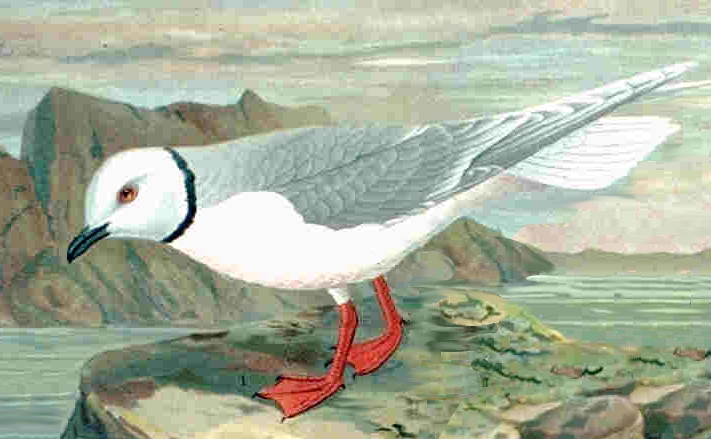
genre Rhodostethia mouette rosée
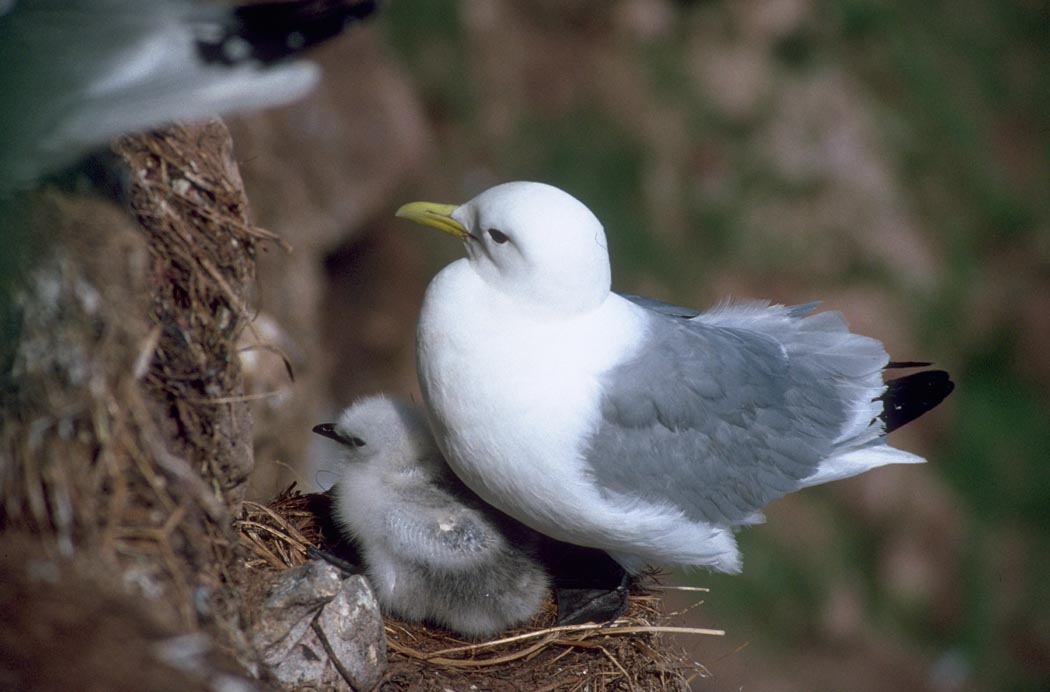
genre Rissa mouette tridactyle
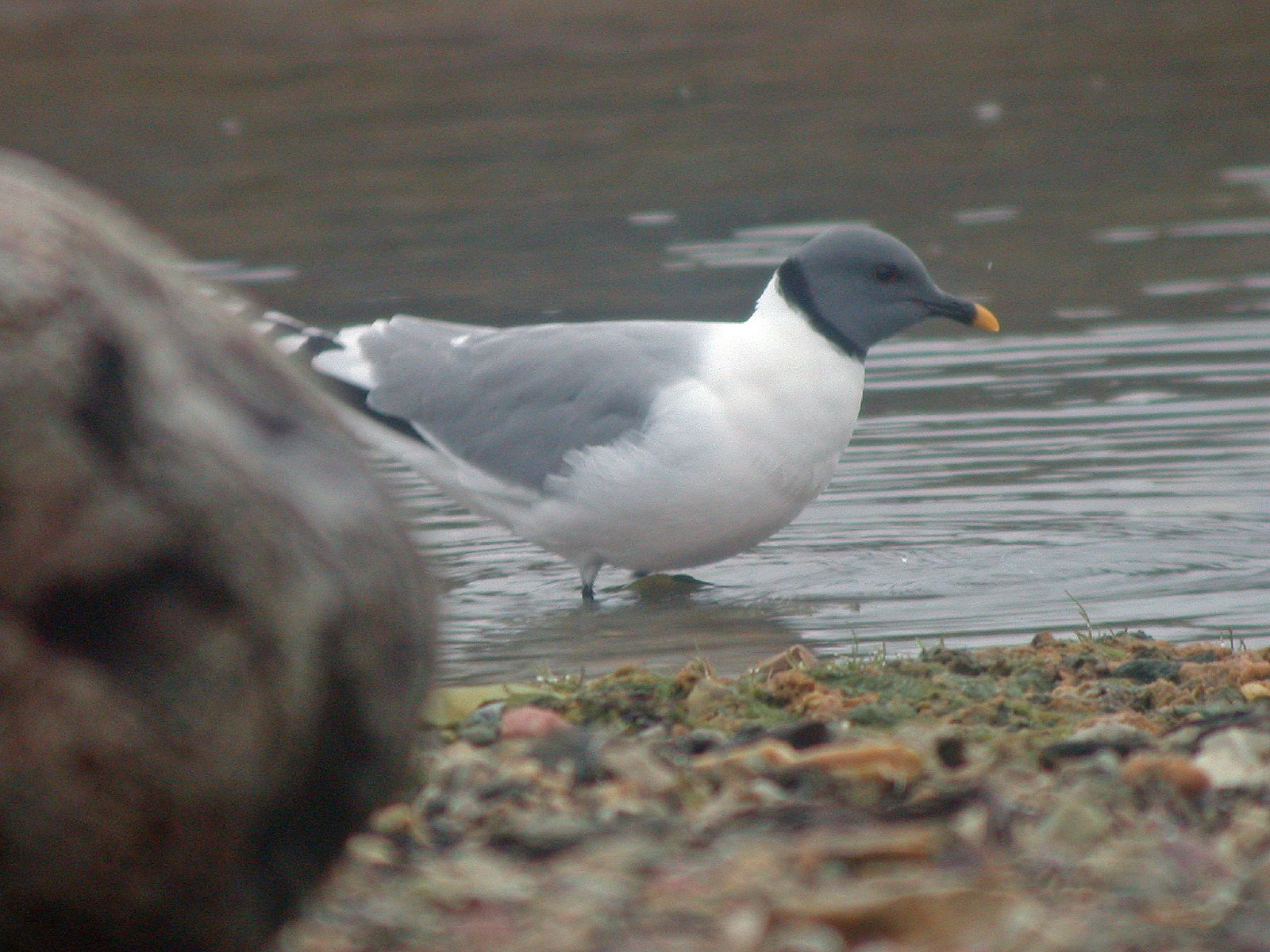
genre Xema mouette de Sabine
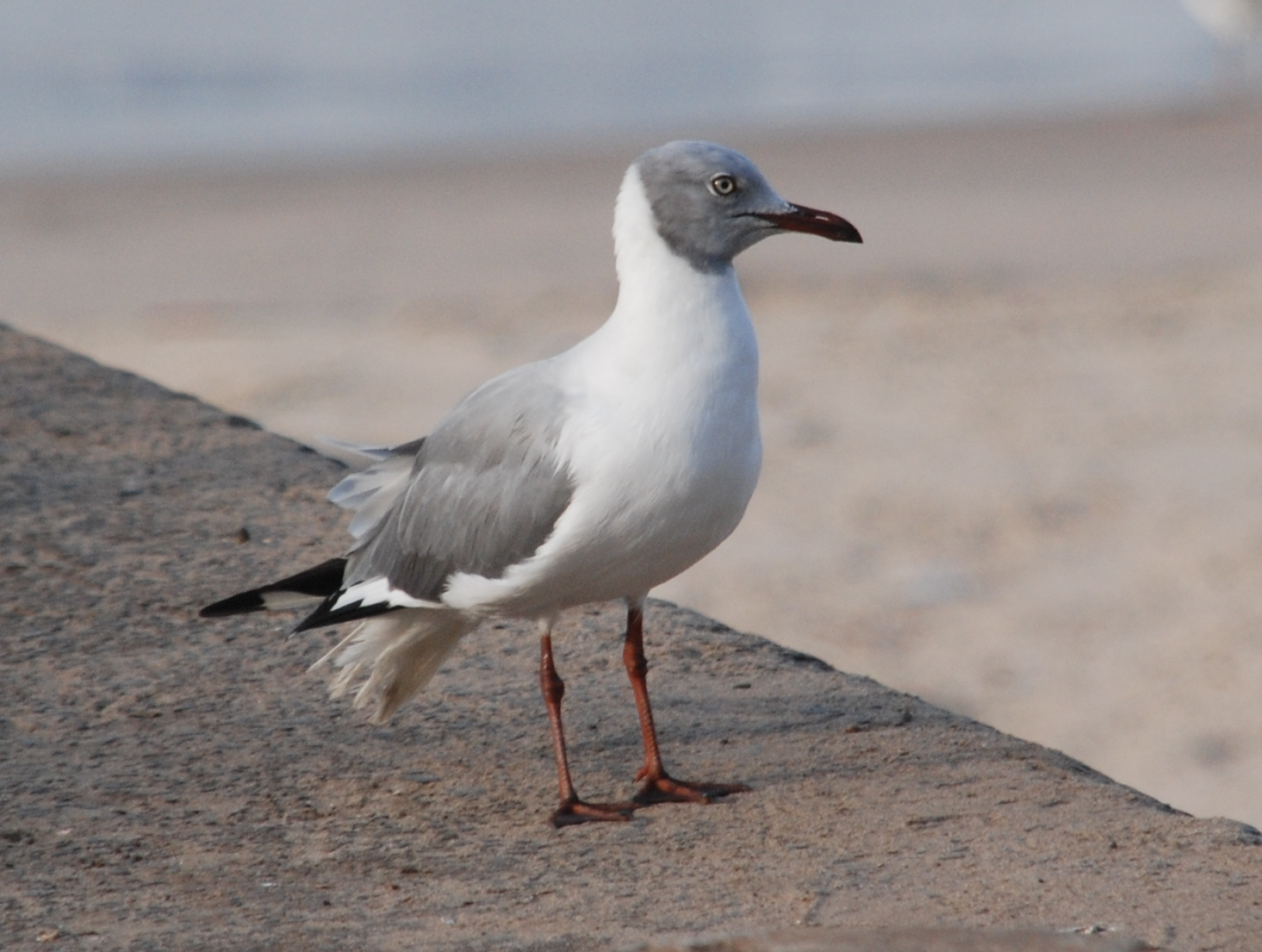
genre Chroicocephalus Mouette à tête grise